# Schwarz András Bertalan
Schwarz András Bertalan (Budapest, 1886. február 17. – Freiburg im Breisgau, 1953. szeptember 11.) magyar születésű német-török jogtudós, jogtörténész, egyetemi tanár, a Magyar Tudományos Akadémia külső tagja.

## Életpályája
Jogi tanulmányait a Budapesti Tudományegyetem Jog- és Államtudományi karán végezte el. Már joghallgató korában tanulmányokat folytatott a Bonni Egyetemen. 1908-ban fejezte be jogi tanulmányait Magyarországon. 1908-ban visszatért Németországba; Lipcsében Ludwig Mitteis intézetében dolgozott. 1912-ben római jogból magántanári képesítést szerzett. 1918 után visszatért Lipcsébe. 1922-ben rendkívüli tanári kinevezést kapott. 1926-ban meghívták a Zürichi Egyetemre. 1930-ban újból Németországba ment; a Freiburgi Egyetemen professzori kinevezést kapott. 1933-ban – a nemzeti szocialista (NSDAP) hatalomátvétel után – elhagyta katedráját. Az emigrációs évei nagy részét Angliában töltötte; Oxfordban és Cambridge-ben tartott előadásokat. Ezután elfogadta az isztambuli egyetem meghívását; húsz évet az isztambuli egyetem professzoraként töltötte el. 1934-ben ment Isztambulba. 1946-ban a Magyar Tudományos Akadémia tiszteleti tagja lett.

## Családja
Szülei Schwarz Artúr (1855–1917) ideggyógyász és Reinitz Gizella (1864–1954) voltak. 

## Művei
- A római birtokjog alapjai (1906)
- A birtokjog és a birtoktan alapjai (1907)
- Hypothek und Hypallagma (1911)
- Causalis ügylet és tulajdon átruházás a görög papirusok jogában (1912)
- Die öffentliche und private Urkunde im römischen Ägypten (1920)
- Roma hukuku dersleri (1945)
- Rechtsgeschichte und Gegenwart (1960)